# Kovaliovka (Krasnodar)
|  | Per a altres significats, vegeu «Kovaliovka». |

Kovaliovka - Ковалёвка (rus) és un possiólok del krai de Krasnodar, a Rússia. Es troba a 12 km al sud-est de Krílovskaia i a 157 km al nord-est de Krasnodar, la capital. Pertany al municipi d'Oktiàbrskaia.